# Stenobothrus bolivarii
Stenobothrus bolivarii är en insektsart som först beskrevs av Brunner von Wattenwyl 1876.  Stenobothrus bolivarii ingår i släktet Stenobothrus och familjen gräshoppor. Inga underarter finns listade i Catalogue of Life.